# Georg Ludwig von Berghes

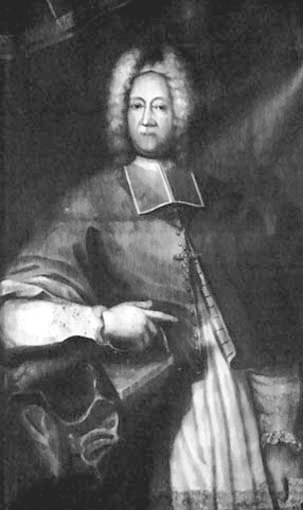
Georg Ludwig von Berghes (1662–1743)

Georg Ludwig von Berghes (getauft 5. September 1662 in Brüssel; † 5. Dezember 1743 in Lüttich) war Fürstbischof von Lüttich.

## Leben
Er war der Sohn von Eugen von Berghes und Grimmbergen († 29. Oktober 1670) und Florentina Margarethe Gräfin von Renesse-Warfusee († 24. Februar 1665). Bis zu seinem 34. Lebensjahr war er Militär in spanischen Diensten und zum Schluss Oberstleutnant der Kavallerie.
1694 wurde er Domherr in Lüttich. Kurz vorher war der Kurfürst von Köln, Joseph Clemens von Bayern, zum Bischof von Lüttich ernannt worden. Dieser ernannte Berghes zu seinem Geheimrat und Kammerpräsidenten. Während des Streites zwischen dem Kaiser und dem Kurfürsten – wobei der Kaiser dem Kurfürsten sein Land entzog – musste das Domkapitel die Regierung übernehmen. Als der Kurfürst starb, wählte das Domkapitel am 7. Februar 1724 Georg Ludwig von Berghes zu dessen Nachfolger. Nachdem er am 27. September die päpstliche Bestätigung erhalten hatte, trat er die Regierung an. Am 4. Dezember nahm er von der Domkirche Besitz und empfing am 10. Dezember die Priesterweihe. Am 11. Dezember las er seine erste Messe und empfing am 31. Dezember 1724 die Bischofsweihe. Die Verleihung des Reichslehens durch Kaiser Karl VI. erfolgte am 14. Juli 1725.
Im Jahr 1733 versuchte er, die Bulle Unigenitus Dei filius in Maastricht durchzusetzen, was zu einigen Unruhen führte. Als es 1733 zum polnischen Thronfolgekrieg kam, konnte er das Fürstentum Lüttich heraushalten, in dem er beiden Parteien die Werbung erlaubte und Steuern an das Römisch-deutsche Reich zahlte als auch Kontributionen an die Franzosen. Viele Unterlagen aus dieser Zeit sind aber in einem Brand des Palastes am 24. März 1734 verloren gegangen.
Im Jahr 1735 geriet er mit der Regierung der Österreichischen Niederlande aneinander. Ursache war der Graf von Arberg, der von seinem Schloss La Rochette (Chaudfontaine) Zoll auf dem Fluss Vesdre erheben wollte. Der Bischof war der Ansicht, das Schloss liege auf Lütticher Gebiet und ließ die Zollstation räumen. Der Graf klagte in Brüssel und führte aus, dass das Schloss in der Provinz Limburg liege und der Bischof seine Kompetenzen überschritten habe. Daraufhin beschlagnahmte die Regierung den Besitz der Lütticher in Brabant. Der Bischof wiederum beschlagnahmte den Besitz der Brabanter in Lüttich. Der Konflikt dauerte von 1735 bis 1740. Dann kam man überein, den Status vor der Auseinandersetzung wiederherzustellen.
Das nächste Problem für die Regierung wurde die Herrlichkeit Herstal. Sie war preußischer Besitz und dem Bischof schon lange ein Dorn im Auge. Nach einigen Provokationen schickte der neue preußische König Friedrich II. Truppen, die den Ort Maaseik besetzten und einige Kontributionen einzogen. Der Bischof protestierte in Paris, bei den Generalstaaten und vor dem Reichskammergericht des Römisch-deutschen Reiches, aber keiner wollte eingreifen. So schickte er seinen Oberhofmeister, den Grafen von Horion, um in Berlin zu verhandeln. Man einigte sich auf einen Vergleich, der Bischof zahlte 120.000 Gulden und musste nochmal 30.000 Patacons aus dem Jahr 1690 (nach preußischen Quellen: 260.000 Gulden und 60.000 Patacons) einlösen. Dafür konnte er die Herrlichkeit behalten.
1741 brach der Österreichische Erbfolgekrieg aus und Lüttich wurde Durchmarschgebiet von französischen Truppen unter Marschall Maillebois. 1742 zogen dann kurhannoversche und hessische Truppen für die britische Armee ein, und nahmen Winterquartier. Der Bischof protestierte heftig bei den Höfen, aber die Truppen rückten erst im Februar 1742 wieder ab.
Von Berghes starb am 5. Dezember 1743 an den Folgen eines Schlaganfalls in der Nacht von 28. auf den 29. November und wurde in der Lambertuskathedrale Lüttich beerdigt.